# Flärken (Ramsele socken, Ångermanland, 705932-150871)
Flärken är en sjö i Sollefteå kommun i Ångermanland och ingår i Ångermanälvens huvudavrinningsområde.